# بینوایان: نکات مهم از موسیقی متن فیلم
بینوایان: نکات مهم از موسیقی متن فیلم (انگلیسی: Les Misérables: Highlights from the Motion Picture Soundtrack) یک آلبوم موسیقی متن است که برای فیلم ۲۰۱۲ بینوایان توسط هنرمندانی همچون هیو جکمن، راسل کرو، ان هتوی، آماندا سایفرد، ادی ردمین، سمنتا بارکس، آرون تویت، هلنا بونهام کارتر و ساشا بارون کوهن اجرا شده‌است. این آلبوم در ۲۱ دسامبر ۲۰۱۲ توسط ریپابلیک رکوردز منتشر شد. آلبوم به رتبه یک در جدول آلبوم‌های موسیقی متن ایالات متحده بیلبورد رسید.